# Eleonora Jakowlewna Lichtenberg
Eleonora Jakowlewna Lichtenberg (russisch Элеонора Яковлевна Лихтенберг; * 29. Januar 1925 in Charkow; † 2. Februar 2025 in Moskau) war eine sowjetische bzw. russische Architektin.

## Leben
Lichtenberg war die Tochter des Architekten Jakow Grigorjewitsch Lichtenberg. Sie studierte am Moskauer Architektur-Institut (MArchI) mit Abschluss 1949. Das Zusatzstudium an der Fakultät für Weiterbildung der Architekten des MArchI schloss sie 1956 ab.
Lichtenberg war an vielen Projekten in Moskau und Umgebung beteiligt. Einige wichtige Projekte sind im Folgenden genannt.
- Projekt für den Architektenwettbewerb 1958 zum Bau eines Pionierpalasts auf den Moskauer Leninbergen. Den 1. Preis gewannen Wiktor Sergejewitsch Jegerew, Wladimir Stepanowitsch Kubassow, Felix Aronowitsch Nowikow und Igor Alexandrowitsch Pokrowski mit ihrem Projekt, und eröffnet wurde der Pionierpalast 1962.
- Forschungsinstitut für Elektronik in Selenograd (1962)
- Hörsaalgebäude des Moskauer Instituts für Fremdsprachen (1969)
- Breschnews Datsche im Sowchos bei Odinzowo (1969)
- Moskauer Stadion Medik (Uliza Akademika Pawlowa 1) und Rudersportschule in Kunzewo (1980)
- Ilisarow-Forschungsinstitut für experimentelle klinische Orthopädie in Kurgan (1985)[2][3]

Sie starb im Februar 2025 wenige Tage nach ihrem 100. Geburtstag.